# Sherlock Holmes Museum
Pour l’article homonyme, voir Musée Sherlock Holmes.
Le Sherlock Holmes Museum est un musée privé de Londres qui a ouvert le 27 mars 1990. Il est dédié au détective de fiction Sherlock Holmes et situé au 221 Baker Street, dans la rue même où Conan Doyle avait fait résider le détective au 221B.